# Nikolaj Evreinov
Nikolaj Nikolaevič Evreinov (Mosca, 1879 – Parigi, 1953) è stato un drammaturgo e regista teatrale russo.

## Biografia
Compiuti a Pietroburgo gli studi di giurisprudenza e composizione, nel 1905 lasciò l'intrapresa carriera di impiegato per dedicarsi al teatro. Nel 1907-1908 e 1911-1912 organizzò una serie di spettacoli retrospettivi che esercitarono un grandissimo influsso sull'evoluzione della tecnica registica. Fu attivo in patria, fino al 1925, in piccoli teatri, finché si trasferì in Francia.
Nel suo libro più importante, Il teatro nella vita, Evreinov enunciò la sua teoria della teatralità: tutta la realtà vivente sarebbe animata da un innato istinto teatrale, da un desiderio di continua trasformazione. Scagliandosi contro il realismo e il naturalismo, Evreinov afferma quindi che il compito dell'artista non è di riprodurre la vita, ma di teatrizzarla. Secondo il drammaturgo l'illusione è la sola realtà della vita e il teatro assume per l'umanità una funzione terapeutica, mentre l'attore diventa "sacerdote del nostro tempo".
Evreinov cercò di illustrare scenicamente i suoi scritti con una serie di testi, tra cui ricordiamo La gaia morte, L'ispettore generale, La cucina del ridere, La quarta parete, Ciò che più importa (Samoe Glavnoe, da cui venne tratta la commedia francese La comédie du bonheur (1926) di Fernand Nozière e un successivo film Ecco la felicità! nel 1940, diretto da Marcel L'Herbier).
Fu pure il creatore del cosiddetto monodramma, i cui vari personaggi non dovrebbero esser altro che la proiezione dei diversi stati d'animo del protagonista. Tra questi ricordiamo Tra le quinte dell'anima, del 1912.
A Parigi curò anche la pubblicazione de Il teatro nella Russia sovietica e Storia del teatro russo.

## Filmografia

### Regista
- Vzjatie Zimnevo dvorca, co-regia con Konstantin Deržavin, Aleksandr Kugel', Nikolaj Petrov e Leonid Viv'en - cortometraggio documentario (1920)
- Fécondité (1929)
- Pas sur la bouche (1931)